# Till Riehn
Till Riehn (* 1. Juli 1986 in Dresden) ist ein ehemaliger deutscher Handballspieler. Er ist 1,87 m groß und wiegt 90 kg.
Riehn begann das Handballspielen im Alter von sechs Jahren bei der TSG Dittershausen. Nachdem Riehn anschließend für den GSV Eintracht Baunatal gespielt hatte, besuchte er das Handballinternat in Eisenach. Dort lief der Rückraumspieler für den ThSV Eisenach auf, für den er seine ersten Spiele in der 2. Bundesliga bestritt. Nachdem Riehn für den 1. SV Concordia Delitzsch und die TG Münden aktiv war, schloss er sich im Jahr 2011 dem SC DHfK Leipzig Handball an. Zwei Jahre später unterschrieb er einen Vertrag beim HSC 2000 Coburg. Nach der Saison 2017/18 beendete er seine Karriere. Für Coburg erzielte er in diesem Zweitraum 283 Treffer in 172 Pflichtspielen. Zwischen 2018 und 2020 war er als Co-Trainer der 2. Mannschaft des HSC Coburg tätig.